# 1932 en photographie
| Années de la photographie : 1929 - 1930 - 1931 - 1932 - 1933 - 1934 - 1935    |
| Décennies de la photographie : 1900 - 1910 - 1920 - 1930 - 1940 - 1950 - 1960 |

Cet article présente les faits marquants de l'année 1932 en photographie.

## Événements
- Ansel Adams crée avec Edward Weston et d'autres photographes de San Francisco - parmi lesquels Willard Van Dyke,  Imogen Cunningham, Henry Swift et Sonya Noskowiak - le groupe f/64, afin de promouvoir leur vision commune de la pratique photographique, en réaction au pictorialisme en vogue à l'époque : les membres du groupe veulent développer une forme de photographie indépendante des arts graphiques préexistants ; il s'agiit de reproduire la réalité aussi précisément et objectivement que possible. Leur première exposition a lieu le 15 novembre au De Young Museum[1].
- Création par le parti communiste français du magazine Regards sur le monde du travail qui donne la prédominance aux reportages photographiques[2].
- Publication du premier numéro de Kōga (« Photographie »), revue fondée  par les photographes Yasuzō Nojima, Iwata Nakayama et Ihei Kimura.
- Yousuf Karsh ouvre un studio photographique à Ottawa.
- George Platt Lynes ouvre un studio photographique à New York.
- Helen Muspratt et Lettice Ramsey (en) ouvrent à Cambridge puis à Oxford le studio Ramsey & Muspratt ; elles y photographient pendant les années 1930 les figures marquantes du monde intellectuel de gauche britannique (Virginia Woolf, Charles Percy Snow, Dorothy Hodgkin, Guy Burgess, Donald Maclean, Anthony Blunt ou Julian Bell[3].
- Laure Albin Guillot est nommée archiviste en chef du service des archives photographiques de l'École des beaux-arts de Paris[4].
- La firme allemande Leica commercialise le Leica II, appareil photographique à télémètre intégré[5], et le Leica Standard (Leica E aux États-Unis), évolution du Leica I[6].
- Fritz Kaftanski commercialise à Berlin le Minifex, un appareil photographique miniature[7].
- Commercialisation du premier appareil photographique de la marque Contax, le Contax I, par la firme Zeiss Ikon à Iéna en Allemagne[8].

## Photographies notables

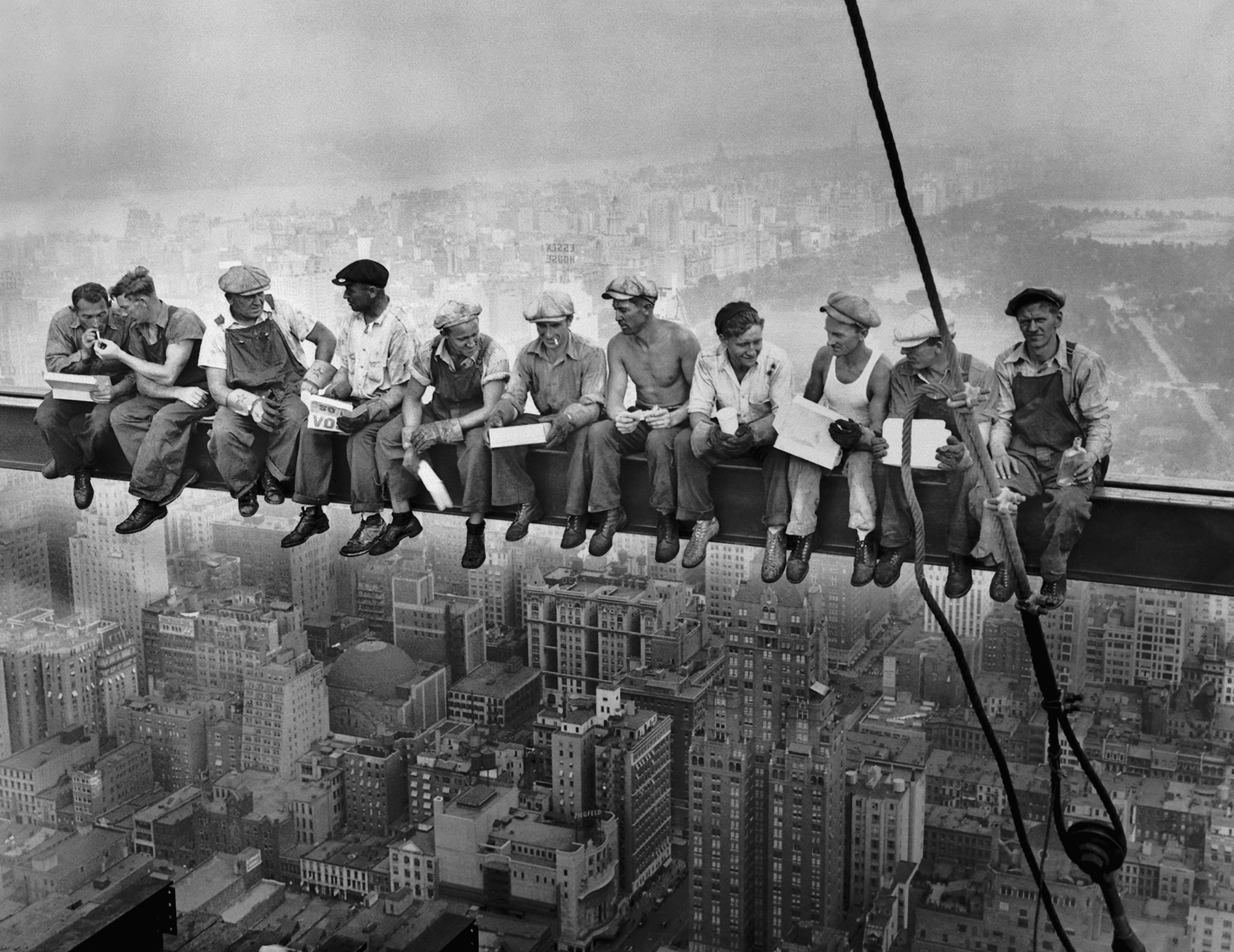
Lunch atop a Skyscraper.

- Lunch atop a Skyscraper (déjeuner au sommet d'un gratte-ciel), photographie attribuée à Charles Clyde Ebbets, prise pendant la construction du RCA Building, le principal bâtiment du Rockefeller Center à New York[9].
- Henri Cartier-Bresson, Derrière la gare Saint-Lazare (en)[10],[11].
- 17 juillet : John Heartfield, Adolf, der Übermensch: Schluckt Gold und redet Blech (Adolf, le surhomme : avale de l'or et débite de la camelote), photomontage publié dans la revue Arbeiter Illustrierte Zeitung (A.I.Z) à Berlin[12].
- Robert Doisneau vend son premier reportage photographique, Le marché aux Puces consacré au marché aux puces de Saint-Ouen, au journal l'Excelsior qui le publie le 25 septembre[13].
- L'édition américaine du magazine de mode Vogue publie pour la première fois une photographie de mode en couleurs pour la couverture du numéro de juillet : photographie d'une femme en maillot de bain, prise par Edward Steichen[14].

## Livres de photographies
- Karl Blossfeldt, Wundergarten der Natur : neue Bilddokumente schöner Pflanzenformen [Le Jardin merveilleux de la nature], Berlin, Verlag für Kunstwissenschaft.

## Expositions
- Le Museum of Modern Art (MOMA) de New York organise sa première exposition comprenant de la photographie, Murals by American Painters and Photographers, et demande au galeriste et marchand d'art Julien Levy de prendre en charge la section photographie[15].

## Festivals et congrès photographiques
- 27e Salon international d'art photographique, Hôtel de la Société française de photographie, 51 rue de Clichy, Paris[16].

## Naissances
- 18 janvier : Peter Magubane, photographe sud-africain, mort le 1er janvier 2024.
- 18 février : Duane Michals, photographe américain.
- 18 avril : Sara Facio, photographe portraitiste argentine, morte le 18 juin 1924.
- 24 mars : John Hedgecoe, photographe et professeur d'université britannique, fondateur de la chaire de photographie au Royal College of Art à Londres, mort le 3 juin 2010.
- 24 juillet : Yıldız Moran, photographe et traductrice turque, morte le 15 avril 1995.
- 31 août : Al Vandenberg, photographe américain, mort le 20 mars 2012.
- 8 septembre : Jean-François Bauret, photographe français, mort le 2 janvier 2014.
- 15 septembre : Charles Paul Wilp, photographe publicitaire allemand, mort le 2 janvier 2005.
- 26 octobre : Jacques Pérez, photographe tunisien, mort le 1er juillet 2022.
- 29 octobre : William Gedney, photographe américain, mort le 23 juin 1989.
- 21 novembre : Barbara Brändli, photographe suisse active au Venezuela, qui a contribué au développement de la photographie anthropologique et de la photographie sud-américaine, morte le 27 décembre 2011.
- 7 décembre : Paul Caponigro, photographe américain, spécialisé dans la photographie de paysage, mort le 10 novembre 2024.
- 19 décembre : Jean-Claude Gautrand, photographe, écrivain, journaliste et historien de la photographie français, mort le 23 septembre 2019.
- Date précise inconnue ou non renseignée ;
  - Freddy Alborta,  photographe et cinéaste bolivien, mort le 18 août 2005.

## Décès
- 27 janvier : Mario Nunes Vais, photographe italien, né le  16 juin 1856.
- 27 janvier : M.H. Laddé, photographe et réalisateur néerlandais, né le  5 novembre 1866.
- 3 février : Joshua Benoliel, photographe et photojournaliste portugais d'origine britannique, né le 13 janvier 1873.
- 5 avril : Jules Beau, photographe français, spécialisé dans le reportage sportif, né le 20 avril 1864.
- 14 mars : George Eastman, industriel américain, fondateur de la société Kodak, né le 12 juillet 1854.
- 19 mars : Gildaldo Bassi, photographe et militant socialiste italien, né le 1er mai 1852.
- 22 novembre : Louis Meurisse, reporter-photographe français, fondateur de l'agence de presse Meurisse, né le  24 octobre 1873.
- 2 décembre : Auguste Vautier, industriel et photographe, inventeur et promoteur du Téléphot, ancêtre du téléobjectif, né le 19 septembre 1864.
- 9 décembre : Karl Blossfeldt, photographe allemand, représentant de la Nouvelle objectivité, connu pour son inventaire des formes et des structures végétales fondamentales, né le 13 juin 1865.
- Date inconnue ou non renseignée : 
  - Gabriel Faci Abad, photographe espagnol, l'un des membres fondateurs de la Société royale de photographie de Saragosse, né le 23 novembre 1878.

## Célébrations
Centenaire de naissance
- Casiano Alguacil
- Felice Beato
- John Carbutt
- Lewis Carroll
- Richard Daintree
- John Beasley Greene
- Caroline Hammer
- Wilhelm Höffert
- Tamoto Kenzō
- Étienne Neurdein
- Charles Roscoe Savage
- Kikuchi Shingaku
- Ivan Standl